# Władysław Hasior

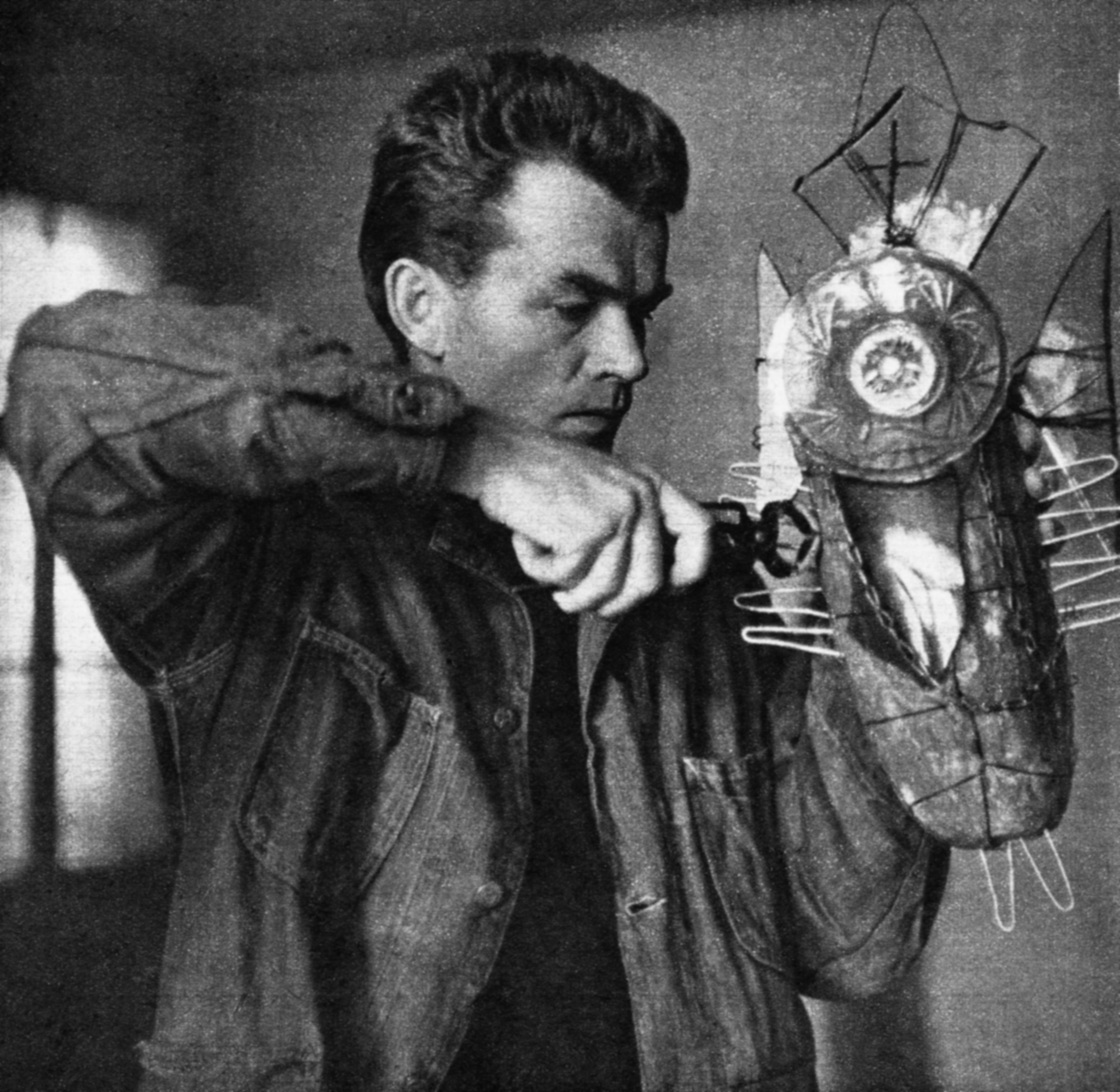
Władysław Hasior, 1966

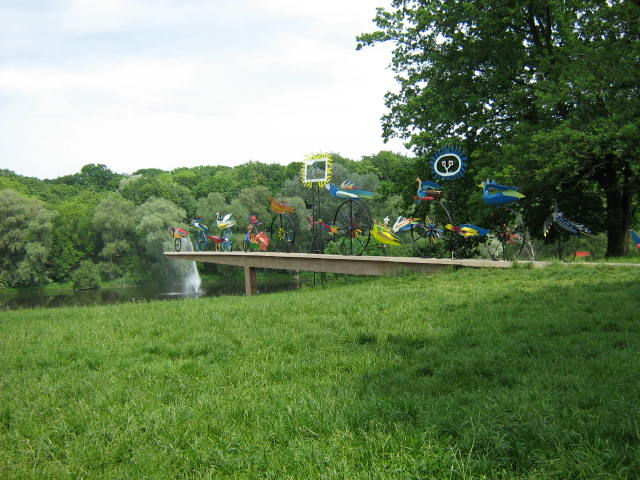
Flammende Vögel in Stettin

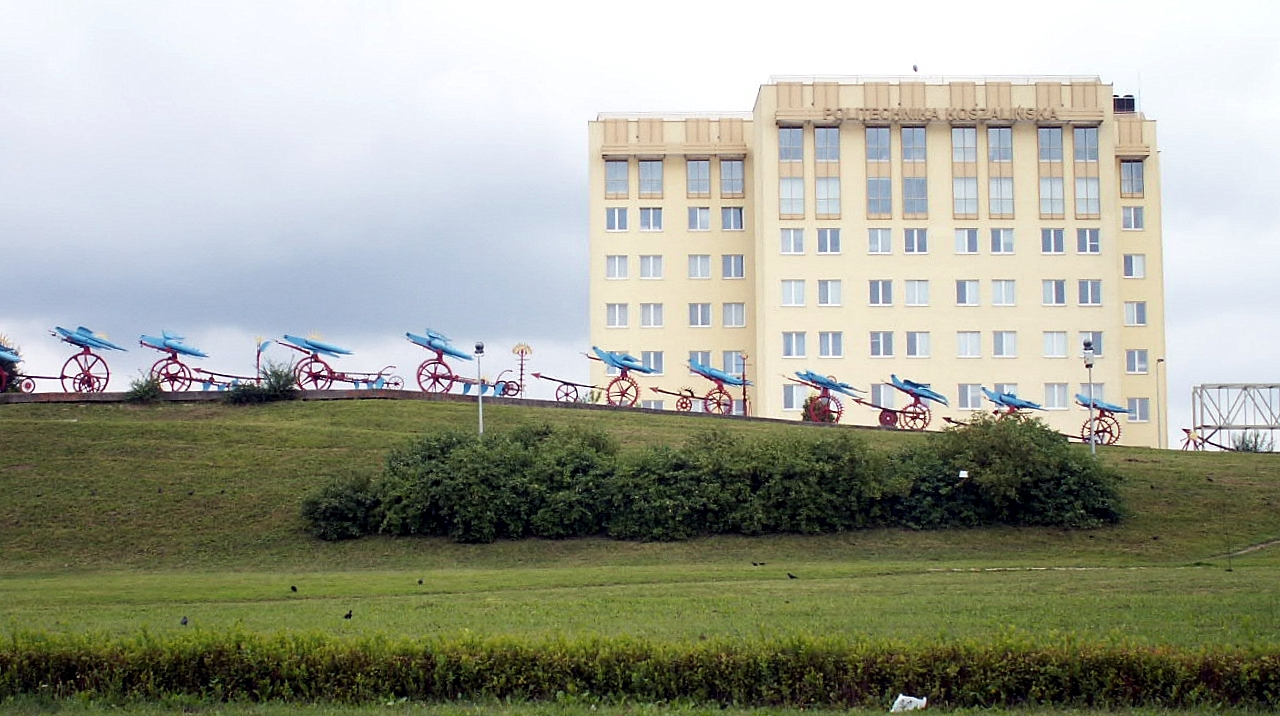
Brennende Vögel in Koszalin

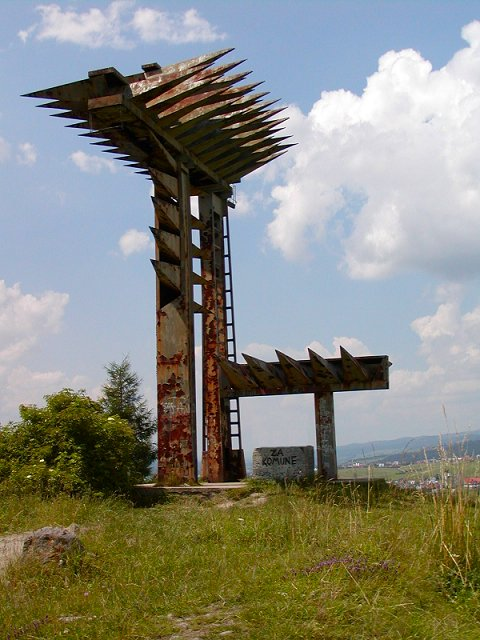
Die Orgeln bei Czorsztyn

Władysław Hasior (* 14. Mai 1928 in Nowy Sącz; † 14. Juli 1999 in Krakau) war ein polnischer Bildhauer, Maler und Bühnenbildner.

## Leben
Hasior lernte künstlerische Holzbearbeitung im Staatlichen Lyzeum der Künstlerischen Techniken in Zakopane bei Antoni Kenar (1906–1959). Danach begann er ein Studium an der Skulpturfakultät der Akademie der Schönen Künste in Warschau bei Marian Wnuk. Als Diplomarbeit schuf er die zwölf Passionsszenen für die Pfarrkirche in Nowy Sącz.
Nach dem Studium in Warschau kehrte er nach Zakopane zurück und wurde Berufslehrer bei Antoni Kenar.
Seit 1957 nahm er an Kunstausstellungen in Paris, Rom, Stockholm, Oslo, Montevideo, São Paulo, Helsinki, Wien, Venedig, Kopenhagen, Brüssel und Moskau teil.
1959 erhielt er ein Stipendium des französischen Kulturministeriums und studierte in Paris bei Ossip Zadkine.
1960–1965 schuf er figurative Skulpturen: „Niobe“, „Der Gast“, „Der Spion“, „Das Verhör eines Engels“.
Danach widmete er sich der abstrakten Skulptur. Oft benutzte er Abfallstoffe, zweckentfremdete Gegenstände, die er zu Assemblages zusammenfügte. Mitten in die Landschaft stellte er riesige Konstruktionen, oft als Denkmäler erklärt. Er betrachtete Feuer, Wasser und Klang als Elemente dieser Skulpturen. Im Falle der „Orgeln“ bei Czorsztyn hat Hasior den Einbau von Orgelpfeifen vorgesehen, die beim Wind Pfeiftöne hervorbringen sollten, die Idee wurde jedoch nicht verwirklicht.
1984 wurde in Zakopane im ehemaligen Tuberkulose-Krankenhaus die Sammlung Hasiors Werke errichtet. 1999 erhielt er die Ehrendoktorwürde der Akademie der Schönen Künste in Danzig.

## Werke (Auswahl)
- Niobe (1961)
- Den Verhörten (1964)
- Fahnen (1965–1975)
- Golgatha (1971)
- Schwarze Landschaft – Den Kindern von Zamość (1974)
- Das Verhör eines Engels (1980)

## Freiluftwerke – Denkmäler
- Den Rettern vom Bergrettungsdienst in Zakopane (1959)
- Den hingerichteten Partisanen in Kuźnice (Stadtteil von Zakopane) (1964)
- Den Gefallenen Kämpfern um die Festigung der Volksherrschaft (oder Orgeln) bei Czorsztyn (1966)
- Flammende Pieta bei Kopenhagen (1972)
- Sonniger Triumphwagen in Södertälje (1972)
- Flammende Vögel in Stettin (1975)
- Brennende Vögel in Koszalin (1977)